# Jerry D'Amigo
Jerry Vincent D'Amigo, född 19 februari 1991 i Binghamton, är en amerikansk professionell ishockeyspelare som tillhör NHL-organisationen Buffalo Sabres och spelar för Rochester Americans i American Hockey League (AHL). Han har tidigare spelat på NHL-nivå för Toronto Maple Leafs och på lägre nivåer för Toronto Marlies och Springfield Falcons i AHL, Kitchener Rangers i OHL, RPI Engineers (Rensselaer Polytechnic Institute) i NCAA och inom USA Hockey National Team Development Program.
D'Amigo draftades i sjätte rundan i 2009 års draft av Toronto Maple Leafs som 158:e spelare totalt.
Den 16 december 2014 valde Blue Jackets skicka iväg D'Amigo till Sabres i utbyte mot Luke Adam.

## Statistik
| 2006–2007  | Binghamton Jr. Senators | AtJHL      | 41  | 17 | 16 | 33  | 42  | 3  | 0  | 1  | 1  | 0  |
| 2007–2008  | U.S. National U17 Team  |            | 20  | 6  | 5  | 11  | 16  | —  | —  | —  | —  | —  |
|            | U.S. National U18 Team  | NAHL       | 44  | 5  | 12 | 17  | 59  | 3  | 1  | 1  | 2  | 6  |
| 2008–2009  | U.S. National U18 Team  |            | 42  | 15 | 27 | 42  | 57  | —  | —  | —  | —  | —  |
|            | U.S. National U18 Team  | NAHL       | 11  | 8  | 6  | 14  | 4   | —  | —  | —  | —  | —  |
| 2009–2010  | RPI Engineers           | NCAA       | 35  | 10 | 24 | 34  | 37  | —  | —  | —  | —  | —  |
| 2010–2011  | Toronto Marlies         | AHL        | 43  | 5  | 10 | 15  | 23  | —  | —  | —  | —  | —  |
|            | Kitchener Rangers       | OHL        | 21  | 12 | 16 | 28  | 12  | 7  | 6  | 3  | 9  | 0  |
| 2011–2012  | Toronto Marlies         | AHL        | 76  | 15 | 26 | 41  | 39  | 17 | 8  | 5  | 13 | 12 |
| 2012–2013  | Toronto Marlies         | AHL        | 70  | 17 | 12 | 29  | 40  | 9  | 1  | 8  | 9  | 10 |
| 2013–2014  | Toronto Maple Leafs     | NHL        | 22  | 1  | 2  | 3   | 0   | —  | —  | —  | —  | —  |
|            | Toronto Marlies         | AHL        | 51  | 20 | 12 | 32  | 17  | 10 | 5  | 8  | 13 | 4  |
| 2014–2015  | Springfield Falcons     | AHL        | 28  | 3  | 4  | 7   | 26  | —  | —  | —  | —  | —  |
|            | Rochester Americans     | AHL        | 28  | 6  | 10 | 16  | 21  | —  | —  | —  | —  | —  |
| NHL totalt | NHL totalt              | NHL totalt | 22  | 1  | 2  | 3   | 0   | —  | —  | —  | —  | —  |
| AHL totalt | AHL totalt              | AHL totalt | 296 | 66 | 75 | 141 | 166 | 40 | 15 | 21 | 36 | 30 |